# Ringgit
Malaysisk Ringgit eller malaysisk dollar (RM - Ringgit Malaysia) är den valuta som används i Malaysia. Valutakoden är MYR. 1 Ringgit = 100 sen.
Valutan infördes 1967 och ersatte den tidigare Malaya and British Borneo dollarn.

## Användning
Valutan ges ut av Bank Negara Malaysia - BNM som grundades 26 januari 1959 och har huvudkontoret i Kuala Lumpur.

## Valörer
- mynt: inga Ringgitmynt
- underenhet: 1, 5, 10, 20 och 50 sen
- sedlar: 1, 2, 5, 10, 50 och 100 MYR